# Georgi Abramowitsch Grinberg

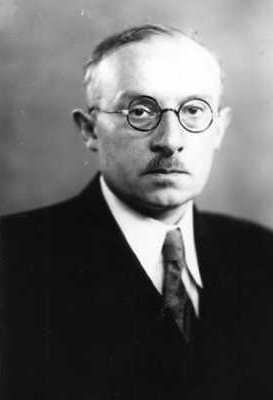

Georgi Abramowitsch Grinberg, russisch Георгий Абрамович Гринберг (* 3. Junijul. / 16. Juni 1900greg. in Sankt Petersburg; † 8. August 1991 in Leningrad) war ein russischer und sowjetischer Physiker.

## Leben
Grinberg studierte ab 1917 am Polytechnischen Institut im damaligen Petrograd und wurde dort 1923 bei Alexander Friedmann promoviert. Im Polytechnischen Institut war er bis 1955 tätig, seit 1930 war er Professor. Außerdem arbeitete er zwischen 1919 und 1930 im Physikalisch Technischen Institut der Akademie der Wissenschaften und dann wieder ab 1941. Er gründete dort eine Schule der mathematischen Physik. Seit 1946 war er Abteilungsleiter.
Neben Arbeiten zur Theorie der Differential- und Integralgleichungen veröffentlichte Grinberg wissenschaftliche Aufsätze zur Theorie der Bewegung elektrisch geladener Teilchen in elektrischen und magnetischen Feldern, zur Theorie der Beugung elektromagnetischer Wellen, zur Magnetohydrodynamik, zur Elastizitätstheorie und zu anderen Problemen der theoretischen Physik.
Für seine Monografie Ausgewählte Fragen der mathematischen Theorie elektrischer und magnetischer Phänomene erhielt er 1949 den Stalinpreis. Außerdem erhielt er den Leninorden und den Orden des Roten Banners der Arbeit.
1946 wurde er zum korrespondierenden Mitglied der Akademie der Wissenschaften der UdSSR gewählt.